# 威廉·恩斯特王子 (萨克森-魏玛-艾森纳赫)
威廉·恩斯特·埃米希·格奥尔格·鲁道夫（Wilhelm Ernst Emich Georg Rudolf，1946年8月10日—），萨克森-魏玛-艾森纳赫大公家族继承人，韦廷家族继承人。

## 生平
威廉·恩斯特是萨克森-魏玛-艾森纳赫王子，萨克森-魏玛-艾森纳赫末代大公威廉·恩斯特的孙子，其次子博恩哈德与萨尔姆-霍斯特马尔亲王奥托一世的孙女菲利奇塔斯的次子。1946年11月15日出生于德国Höxter。现任萨克森-魏玛-艾森纳赫王室首领米夏埃尔亲王的堂兄。因为米夏埃尔亲王没有儿子，所以威廉·恩斯特王子就成为萨克森-魏玛-艾森纳赫王室继承人。

## 婚姻与子女
1973年6月1日，威廉·恩斯特王子在慕尼黑与德国人伊娃·科瓦尔兹结婚，有一子一女，二人于1985年离婚。
- 德西蕾·伊丽莎白·凯瑟琳娜·菲利奇塔斯·索菲（Désirée Elisabeth Katharina Felicitas Sophie），1974年7月19日生于慕尼黑，2000年7月8日，在埃林根与霍恩斯布鲁赫伯爵弗洛里安结婚，有四子。
- 格奥尔格-康斯坦丁·弗里德里希·威廉·约翰内斯（Georg-Constantin Friedrich Eilhelm Johannes，1977年—2018年），生于慕尼黑，已婚，死於騎馬意外。

由於獨子格奧爾格-康斯坦丁沒有留下子嗣，韋廷王朝薩克森-魏瑪-艾森納赫一系將於威廉·恩斯特與米夏埃爾-本尼迪克特兩人去世後絕嗣。